# Mario Maldonado
Mario Óscar Maldonado Ceballos (* 14. Dezember 1949 in Iquique) ist ein ehemaliger chilenischer Fußballspieler und -trainer.

## Spielerkarriere

### Verein
Mario Maldonado begann im Alter von 13 Jahren mit dem Fußballspielen in der Jugend der Amateurklubs Los Cóndores und Rubén Donoso. Über die Stadtauswahl seiner Heimatstadt Iquique kam er 1967 zu Universidad Católica, wo er 1969 für das Profiteam debütierte und in seiner ersten Saison bereits zehn Einsätze verzeichnete. Zur Saison 1974 wechselte er zu Ligakonkurrent Unión Española, mit dem er das Finale der Copa Libertadores 1975 erreichte, dort aber Rekordsieger CA Independiente im Entscheidungsspiel unterlag. Zudem gewann Unión Española die Meisterschaft 1975, auch wenn er beim Gewinn des Titels nicht mehr zum Team gehörte, da er nach Mexiko zu den Tecos de la UAG gewechselt war, wo er gemeinsam mit seinem Landsmann Miguel Ángel Gamboa auflief. Bis zu seinem Karriereende blieb Maldonado in Mexiko und spielte für die Coyotes Neza, wo er schließlich auch Trainer wurde.

### Nationalmannschaft
Maldonado lief 1969 in zwei Spielen der U20-Nationalmannschaft unter Trainer Fernando Riera auf und hatte Hoffnungen, in der Qualifikation zur Weltmeisterschaft 1974 für die A-Nationalmannschaft zu debütieren, wurde aber nicht berücksichtigt. Er nahm an inoffiziellen Freundschaftsturnieren und Trainingseinheiten der Nationalmannschaft unter Raúl Pino und Rudi Gutendorf teil.

### Trainer
Mit Karriereende 1986 wurde Maldonado direkt Trainer bei den Coyotes Neza und coachte im weiteren Verlauf noch in Mexiko den CD Irapuato, die Tecos de la UAG, Querétaro und Tecomán. Im Jahr 1993 war er kurze Zeit Trainer in seiner Heimatstadt bei Deportes Iquique.
Unión Española
- Chilenischer Meister: 1975